# Chlorocypha glauca
Chlorocypha glauca är en trollsländeart som först beskrevs av Selys 1879.  Chlorocypha glauca ingår i släktet Chlorocypha och familjen Chlorocyphidae. IUCN kategoriserar arten globalt som livskraftig. Inga underarter finns listade i Catalogue of Life.